# Айдамірова Мар'ям Ахмедівна
Айдамірова Мар'ям Ахмедівна (1 січня 1924, Бено-Юрт, Надтеречний район, Чеченська автономна область, РРФСР, СРСР — 2 листопада 1992, Грізний, Чечня, Росія) — чеченська співачка, музикант, композитор, Народна артистка Чечено-Інгушської АРСР, Заслужена артистка РРФСР.

## Біографія
Народилася 1 січня 1924 року в селищі Бено-Юрт Надтеречного району. Була єдиною дитиною в сім'ї. Співати почала в школі в гуртку художньої самодіяльності, куди її привів учився з нею Махмуд Есамбаєв. У п'ятому класі брала участь у конкурсі обдарованих дітей у П'ятигорську. Однак вона не отримала спеціальної музичної освіти.
Роки депортації провела в Джамбулы. Знайомий влаштував її на роботу в їдальню, де вона співала для відвідувачів. На мізерну допомогу, виділену сім'ї, її мати купила гармонь. На ній Мар'ям стала вчитися грати. Зароблену їжу розподіляла між родичами і сусідами.
Незабаром вона була помічена керівництвом Казахського оперного театру. Працювала в комплексній концертній бригаді, яка їздила з концертами по селах. Однією з перших отримала дозвіл виїжджати за межі району. Де б вона не давала концерт, вона обов'язково заучувала по кілька пісень мовою народу, на землі якого вона виступала. Співала чеченською, казахською, киргизькою, узбецькою, вірменською, осетинською мовами.
У казахському театрі пропрацювала до 1956 року, коли почався набір трупи в відроджуваний Чечено-Інгушський Державний ансамбль пісні і танцю. Вона пройшла відбір, але їй було поставлено умову: вона повинна була закінчити музичне училище. Умову вона виконала.
Після повернення на батьківщину в 1957 році стала працювати в Грозненській філармонії. Відвідала з гастролями більше двадцяти країн. Пропрацювала у філармонії 35 років — до самої смерті 2 листопада 1992 року.

## Сім'я
У неї було дві дочки і син.
- Чоловік загинув 26 квітня 1966 року під час Ташкентського землетрусу;
- У віці 13 років в результаті нещасного випадку загинув син.
- Дочка Зулай-випускниця Гітіса, актриса Чеченського театру імені Х. Нураділова, Народна артистка Чеченської Республіки;
- Дочка Маліка-випускниця хореографічного відділення культпросвітучилища;
- Племінниця Аймані Айдамірова — співачка, народна актриса Чеченської Республіки і Республіки Інгушетія.